# Bedeutungsübernahme
Eine Bedeutungsübernahme als Fachbegriff aus der Linguistik, insbesondere der Sprachkontaktforschung, ist ein semantischer Transfer, das heißt, dass Bedeutungen der Kontaktsprache auf heimische Wörter übertragen werden.
Bei nahe verwandten Sprachen finden sich eine Reihe von semantischen Übernahmen, wie zum Beispiel beim Deutschen und Englischen. Doch es gibt auch Bedeutungsübernahmen bei etymologisch nicht miteinander verwandten Sprachen wie zum Beispiel beim Französischen und Deutschen.
Zum Beispiel erhalten im ostbelgischen Deutsch französische Wörter, die im Standarddeutschen ebenfalls verwendet werden, eine zusätzliche oder andere Bedeutung, die sie auch in der Ausgangssprache besitzen: „Ich schreibe lieber mit einem französischen Klavier“ (Bspl. Ostbelgien, frz. clavier „Tastatur“).
Bedeutungserweiterung und Bedeutungsdifferenzierung sind weitere Phänomene im Zusammenhang mit dem semantischen Transfer.